# Girls2Pioneers
Le Girls2Pioneers STEM est un programme singapourien, mis en place en 2014 par United Women Singapore (UWS), entité de ONU Femmes, dont le but est de motiver et donner envie aux jeunes femmes et filles de poursuivre des études en sciences, technologie, ingénierie et mathématiques (STIM : Science, Technology, Engineering and Mathematics),.
Girls2Pioneers est également à l'origine d'articles réguliers sur le thème des sciences, ainsi que des conférences et webinaires.

## Présentation du programme

### Contexte
L'initiative de ce programme a pour base les résultats de recherches montrant que les jeunes filles délaissent des opportunités en sciences, technologie, ingénierie et mathématiques, dû à un manque de modèles féminins dans ces domaines et des stéréotypes de genre.
Toujours selon ces études, autant le pourcentage des femmes inscrites et diplômées d'universités de sciences montre une parité (57 %), autant quand il s'agit des autres disciplines, de très importantes inégalités apparaissent (30 % en ingénierie, 35 % en informatique et nouvelles technologies). Ces études soulignent également le fait que le pourcentage de femmes travaillant dans ces secteurs d'activités s'avère être encore plus bas.

### Organisation
La cible de ce programme est donc les filles, en particulier les filles issues de communautés plus isolées, âgées entre 10 à 16 ans, afin de les encourager à suivre des études et carrières en sciences, technologies, ingénierie et mathématiques, afin de lutter contre les inégalités sociales. Ce programme s'articule en 3 phases: les camps (Phase 1), les visites de terrain (Phase 2) et le tutorat (Phase 3).
Pendant les camps, les élèves participent à des activités et des jeux reflétant les réalités des carrières en sciences, technologie, ingénierie et mathématique, les encourageant à faire appel à leur créativité pour résoudre des problèmes, à l'aide d'objets du quotidien. Parmi ces activités, on peut ainsi compte : la construction d'un aqueduc pour acheminée de l'eau, la fabrication du corps d'un alien, ou encore, le piratage d'un système par la résolution de plusieurs codes.
Lors de la phase de visites sur le terrains, les élèves rencontrent et observent le quotidien de femmes travaillant en sciences, technologie, ingénierie et mathématique. Parmi les structures ayant été visitées, dans le cadre de ce programme, on peut compter : l'Institut de BioMécanique, ou encore l'Institut scientifique de Cancérologie de Infineon. Les participantes de ce programme peuvent donc par exemple observer et apprendre le mode de développement de développement des cellules cancéreuses, le processus de créations de micropuces par les ingénieurs, ou encore, la conception et le fonctionnement d'imprimantes 3D.
Les élèves sont identifiées grâce à des écoles primaires et secondaires partenaires du programme, ainsi que des refuges pour filles et des organismes de service aux familles à travers le pays.
À ce jour, 26 000 jeunes filles ont participé à ce programme. Des conférences et webinaires sont également régulièrement organisées,.

### Membres et soutiens
Parmi les personnes à l'origine du programme, on compte Trina Liang-Lin, présidente fondatrice de United Women Singapore (UWS), ainsi que son actuelle présidente Georgette Tan.
Ainsi que de nombreuses personnes ayant un rôle actif dans ce programme, telles que : Emiko Iwasaki, Tracey Curtis-Taylor, ou encore Sandhya Devanathan.
Les entreprises soutenant ce programme par des dons ou des partenariats sont nombreuses et variées,,,,.
L'influenceuse web Rae est également connue comme soutenant et aidant le programme Girls2Pioneers,.